# Makita
Makita Corporation je japonski proizvajalec električnega orodja. Podjetje je bilo ustanovljeno 21. marca 1915, sedež je v kraju Anjō, provinca Aichi, Japonska. Makita ima tovarne na Japonskem, v Braziliji, Kanadi, Kitajski, Mehiki, Romuniji in ZDA. 